# Jerzy Osiński (psycholog)
Jerzy Tomasz Osiński (ur. 1971) – polski psycholog, dr hab. nauk społecznych, adiunkt Katedry Psychologii Różnic Indywidualnych Wydziału Psychologii Uniwersytetu Warszawskiego.

## Życiorys
W 1997 ukończył studia psychologiczne na Uniwersytecie Warszawskim. 20 marca 2001 obronił tamże napisaną pod kierunkiem Jana Matysiaka pracę doktorską Mechanizmy motywacyjne zachowań eksploracyjnych. 18 listopada 2014 habilitował się na podstawie pracy zatytułowanej Darwinowski algorytm. Wymiana społeczna z perspektywy psychologii ewolucyjnej. Jest zatrudniony na stanowisku adiunkta w Katedrze Psychologii Różnic Indywidualnych na Wydziale Psychologii Uniwersytetu Warszawskiego.